# Brevvän

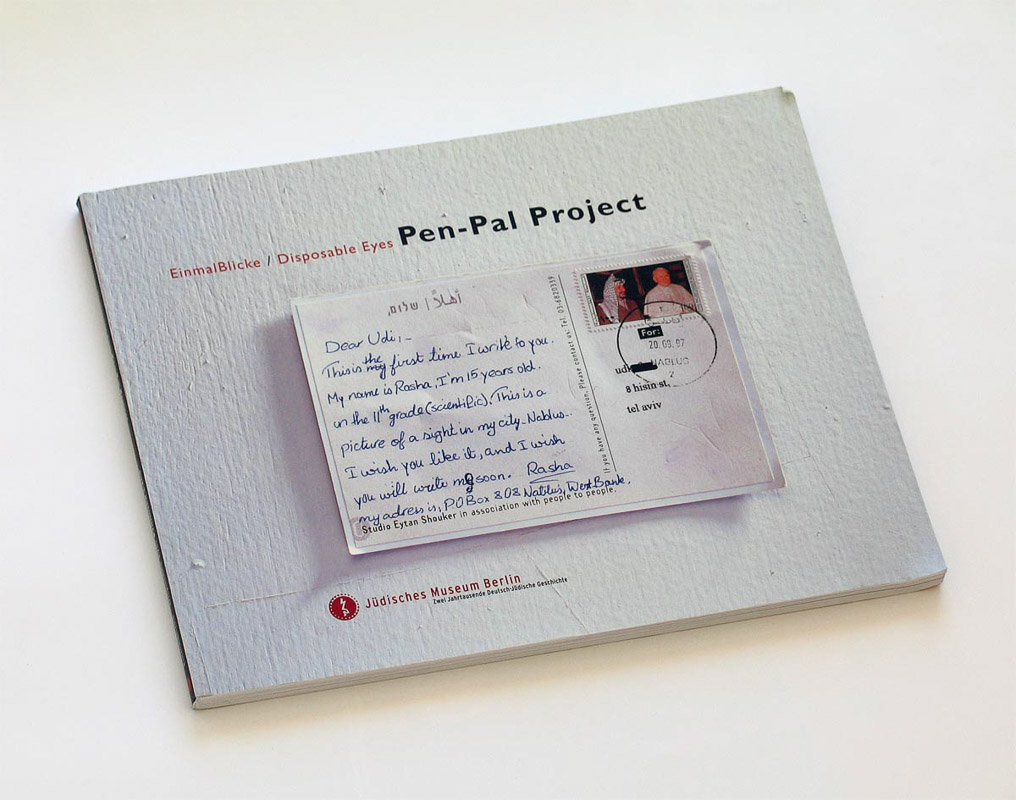

En brevvän är en person som man håller kontinuerlig brevkontakt med. Att kontinuerligt ta emot och svara på brev från en brevvän kallas brevväxling eller korrespondens. Den samlade brevväxlingen kallas brevsamling.
Innan telefonen uppfanns var brevväxling ett vanligt sätt att hålla kontakten med nära och kära som befann sig långt bort. Under 1900-talet blev det alltmer en hobby, inte minst bland barn och ungdomar, sedan telefonsamtal länge förblev relativt dyra, men i samband med internets och bredbandets intåg har den traditionella brevväxlingen minskat i omfattning.
Många tidskrifter som vänder sig till läs- och skrivkunniga barn och ungdomar innehåller annonser från personer som önskar brevvänner. Vanligen söker man en brevvän i sin egen eller närliggande ålder. Andra viktiga faktorer är hobbyer, intressen, musiksmak och eventuella husdjur. Att söka en brevvän av sitt eget kön är vanligt bland yngre barn, medan äldre barn och ungdomar ofta söker brevvänner av motsatt kön.
Det finns också internationella organisationer som förmedlar brevvänner i olika delar av världen, och som underlättar brevväxling med fattiga eller isolerade människor som inte har tillgång till telefon eller internet. Att skriva till en brevvän på ett främmande språk kan gynna språkkunskaperna.

## Mejlvänner
I samband med internets intåg så började det även bli vanligt med mejlvänner, det vill säga en digital motsvarighet till brevvänner, där man skickar e-post till varandra istället för vanliga brev. Brevväxling via e-post går snabbare, särskilt till andra delar av världen, eftersom traditionella brev kan ta flera dagar att leverera. Att skicka e-post kan också vara helt gratis, vilket kan underlätta för att upprätthålla många och täta kontakter. En nackdel kan vara att det inte känns lika personligt, bland annat eftersom typsnitt ofta är standardiserade och det inte går att skicka med föremål eller dofter.